# Lions Médicis
|                        |  |  |
| Les deux lions Médicis |  |  |

Les Lions des Médicis sont deux sculptures représentant des lions qui étaient placés de chaque côté de l'entrée de la villa Médicis à Rome. Chaque lion tient sous sa patte une sphère, en référence aux six boules constituant les armes de la Maison de Médicis.
Installés depuis 1600, ils ont finalement été déplacés en 1789 à la Loggia dei Lanzi à Florence, même si des copies y sont toujours présentes.
Assimilé à un symbole de richesse et de puissance, on retrouve de nombreuses copies de ce thème dans le monde.

## Historique

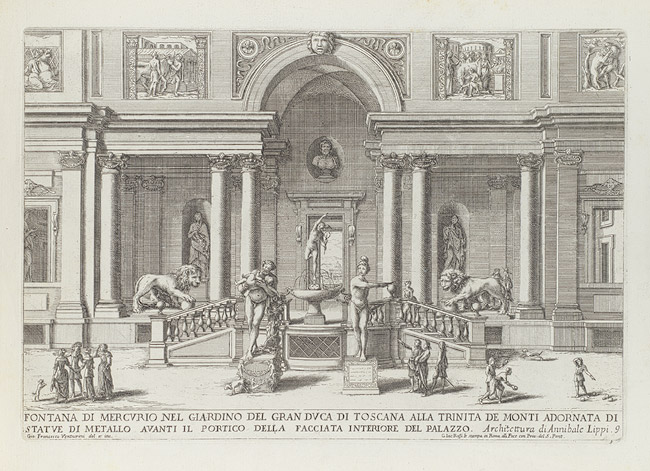
Gravure représentant la Loggia aux lions.

Ferdinand Ier de Médicis, grand-duc de Toscane, qui a acquis la villa en 1579, ordonna de placer deux sculptures en marbre de lions pour orner l’escalier situé à côté des jardins. Le premier lion est daté de l’époque romaine, aux alentours du IIe siècle av. J.-C., et retravaillé par le sculpteur Giovanni di Scherano Fancelli. Le second est contemporain de son installation, créé pour l’occasion pour faire le pendant par Flaminio Vacca.
Lorsque la villa Médicis passa aux mains de la maison de Lorraine en 1737, les lions furent déménagés à Florence et depuis 1789 trônent à la Loggia dei Lanzi près de la Piazza della Signoria.
Des copies furent replacées en 1803 à la villa Médicis par Napoléon quand il y installa l’académie de France à Rome.

## Autres versions
Plusieurs sculptures d'un lion avec une sphère sous la patte ont été reproduites. On les trouve parfois en deux exemplaires miroirs qui encadrent une entrée ou alors en un unique exemplaire. 

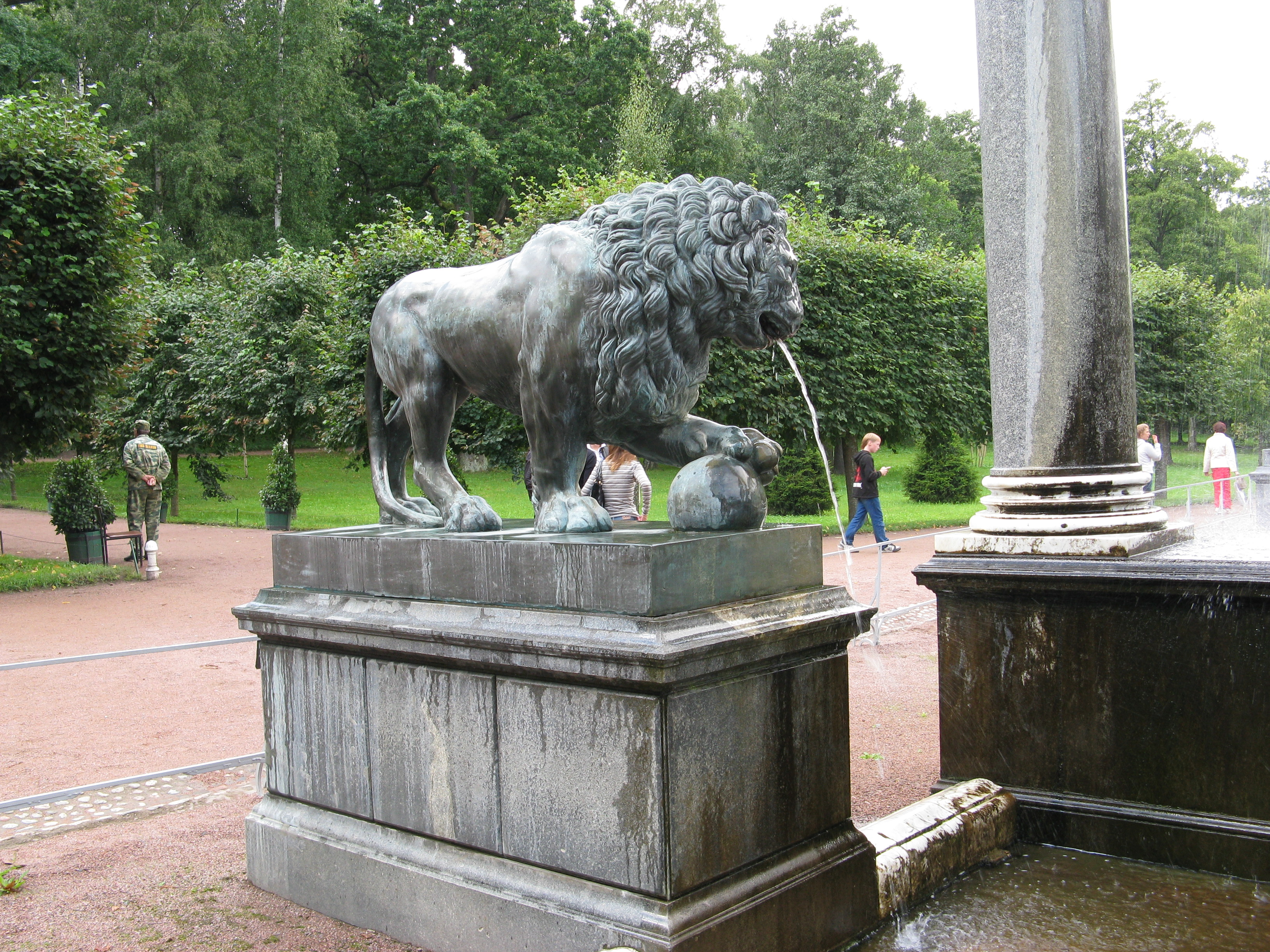
Jardins du palais de Peterhof, à Saint-Pétersbourg, Russie.
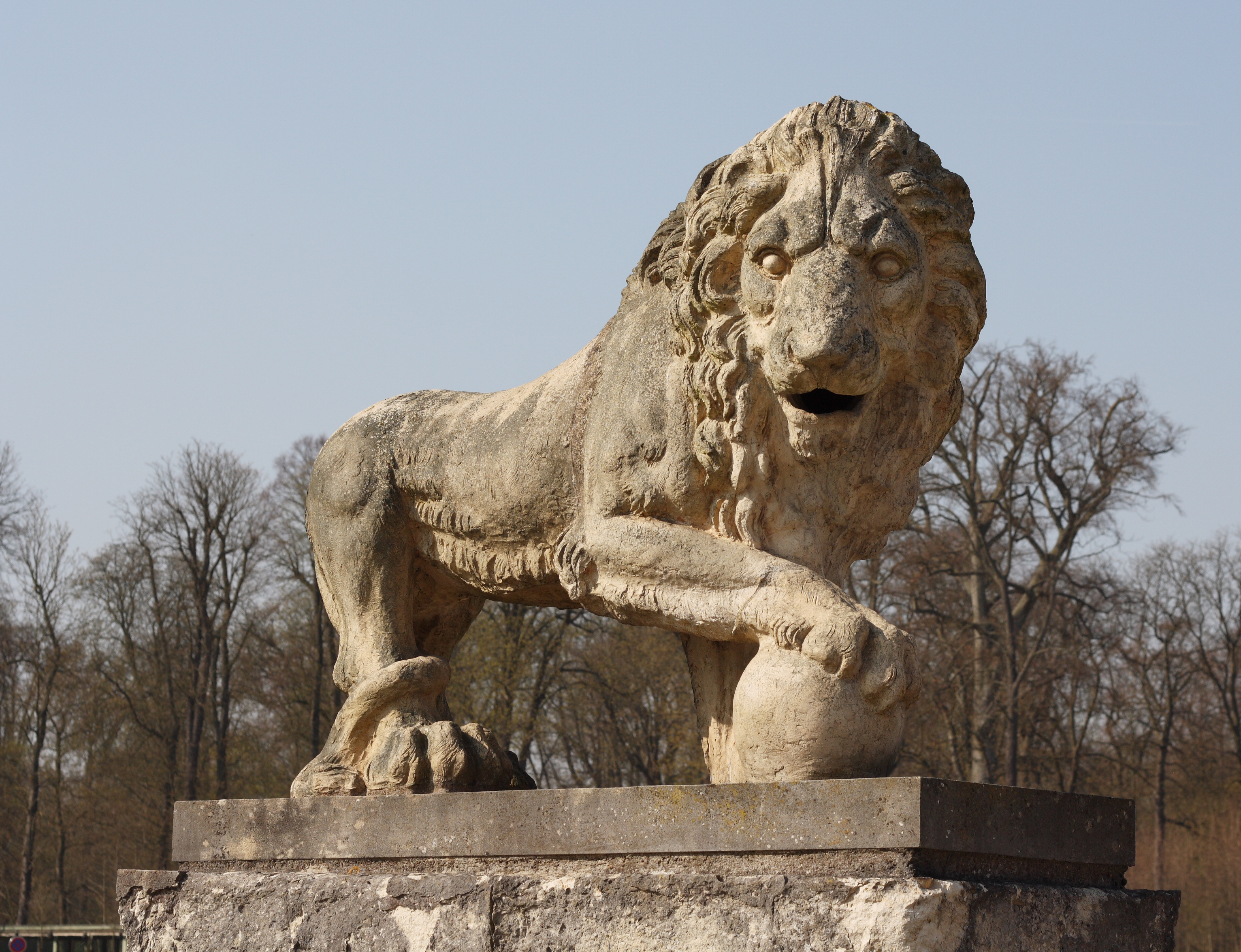
Parc du château de Saint-Cloud, France.
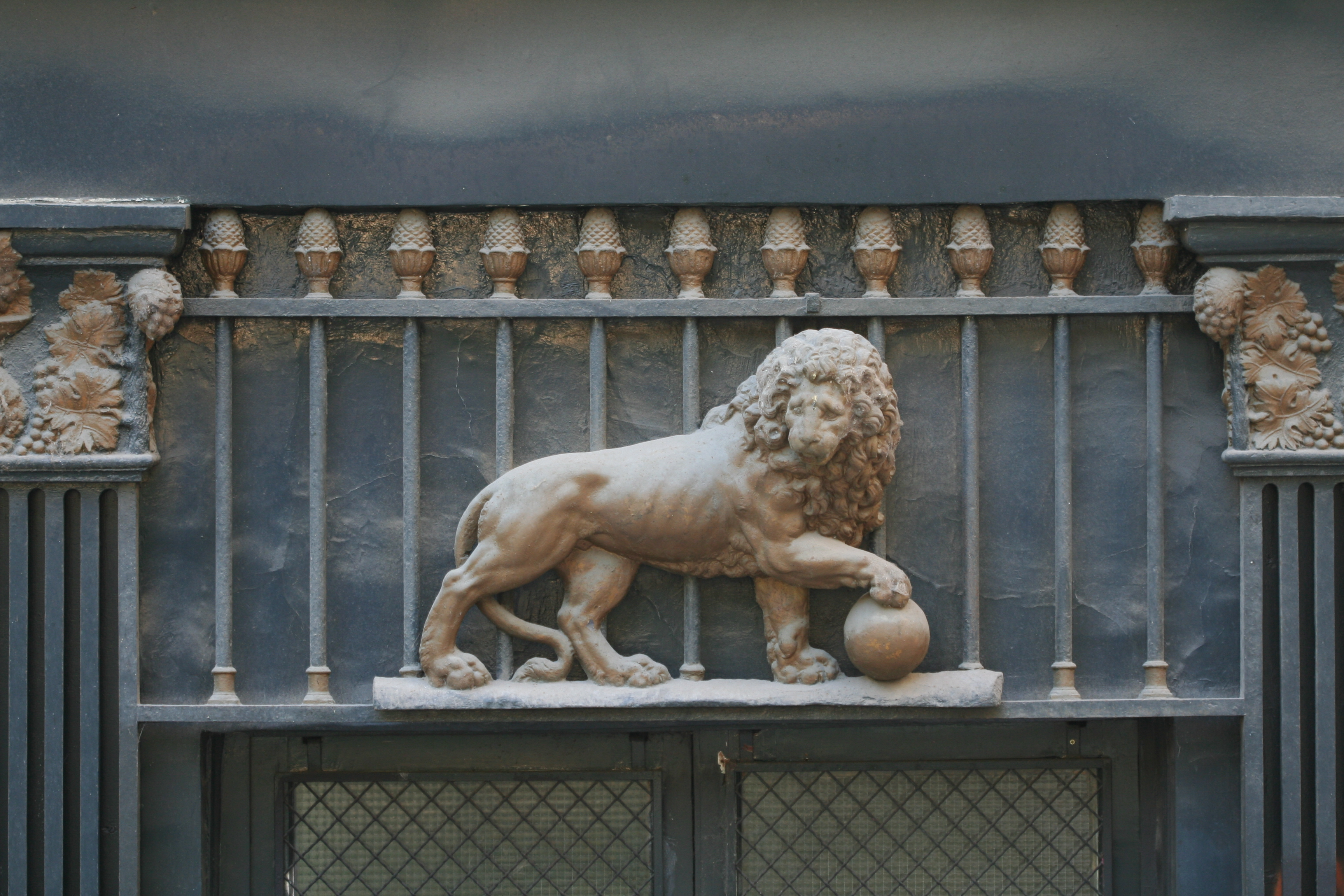
À l'enseigne du lion d'or, Paris, France.
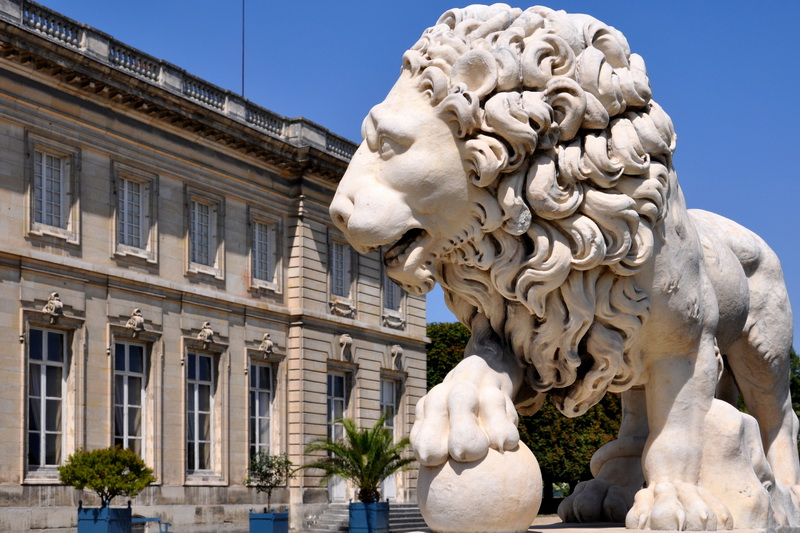
Terrasse du château de Compiègne, France.
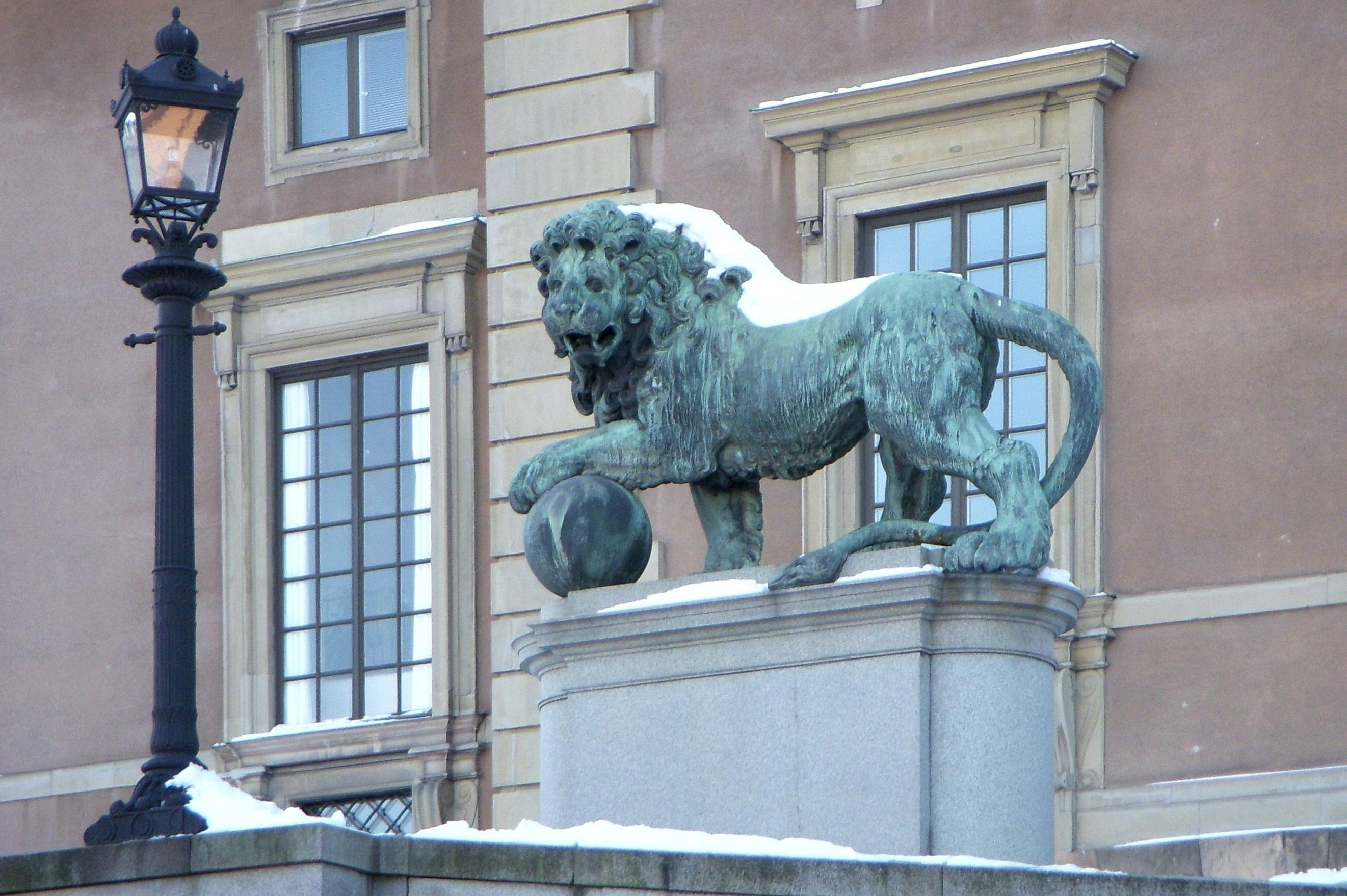
Façade du palais royal, Stockholm, Suède.
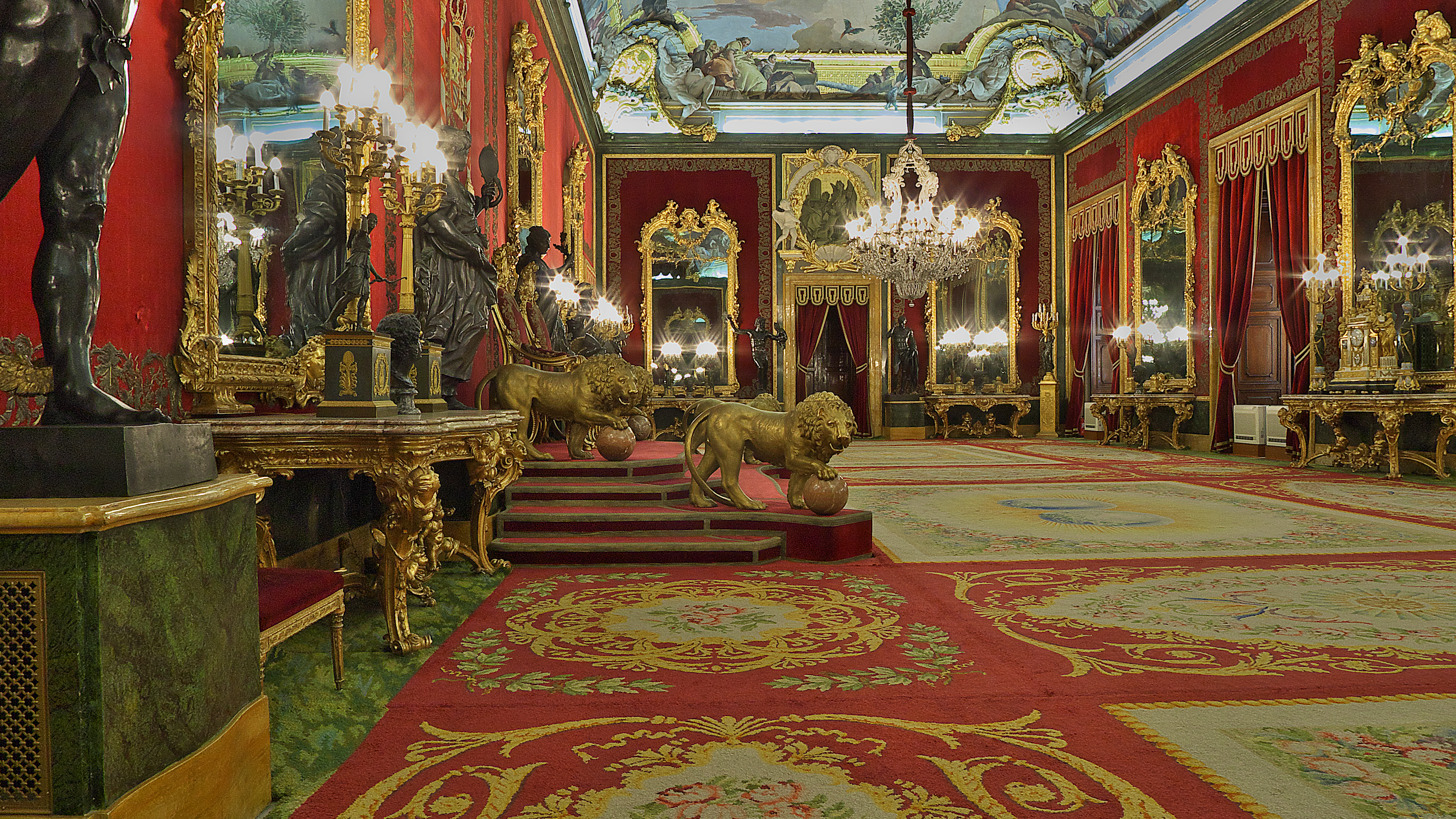
Salle du trône du palais royal, Madrid, Espagne.
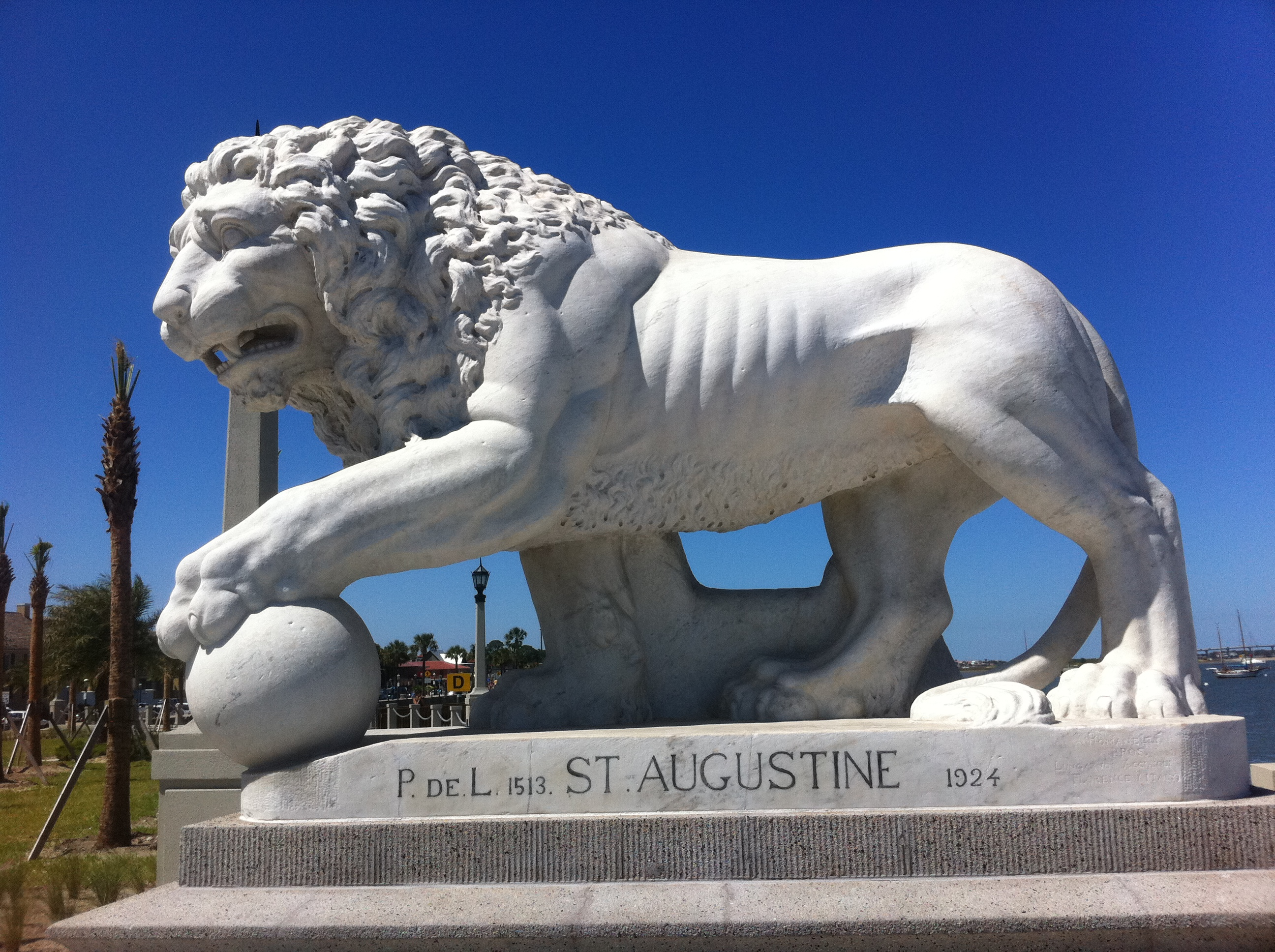
Pont aux lions, Saint Augustine, Floride.
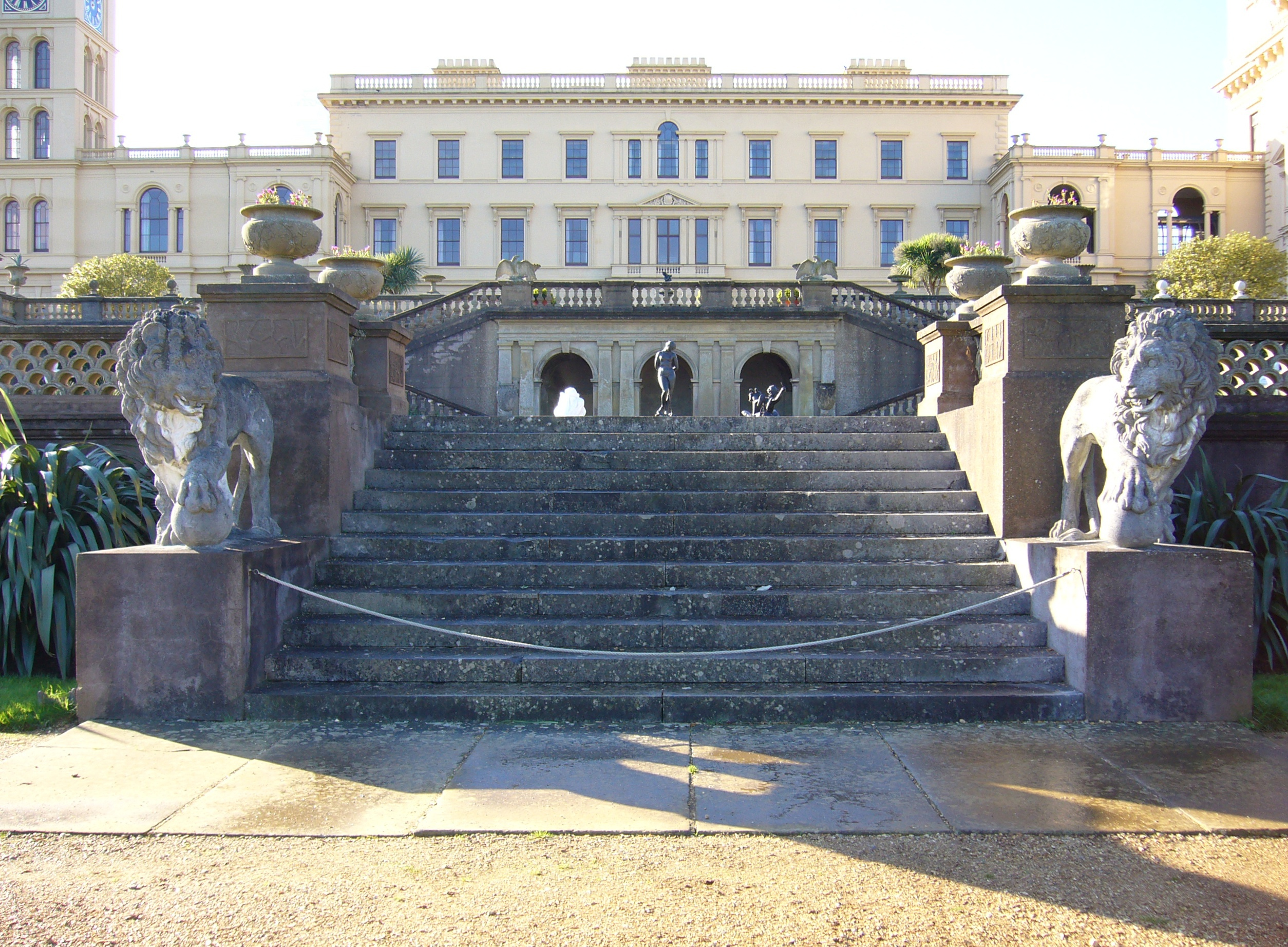
Osborne House, Île de Wight, Royaume-Uni.
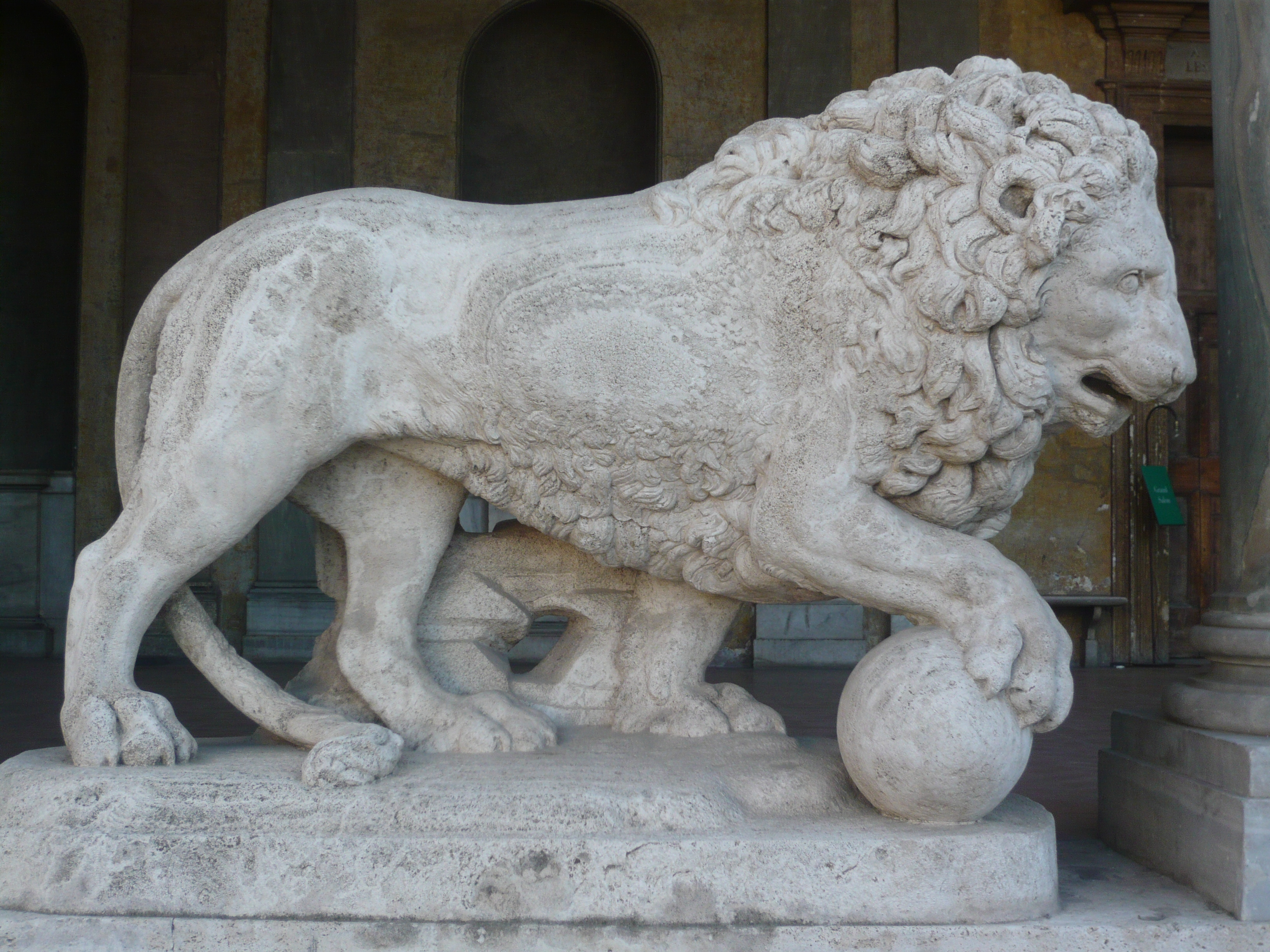
Une copie laissée à la villa Médicis, Rome, Italie.
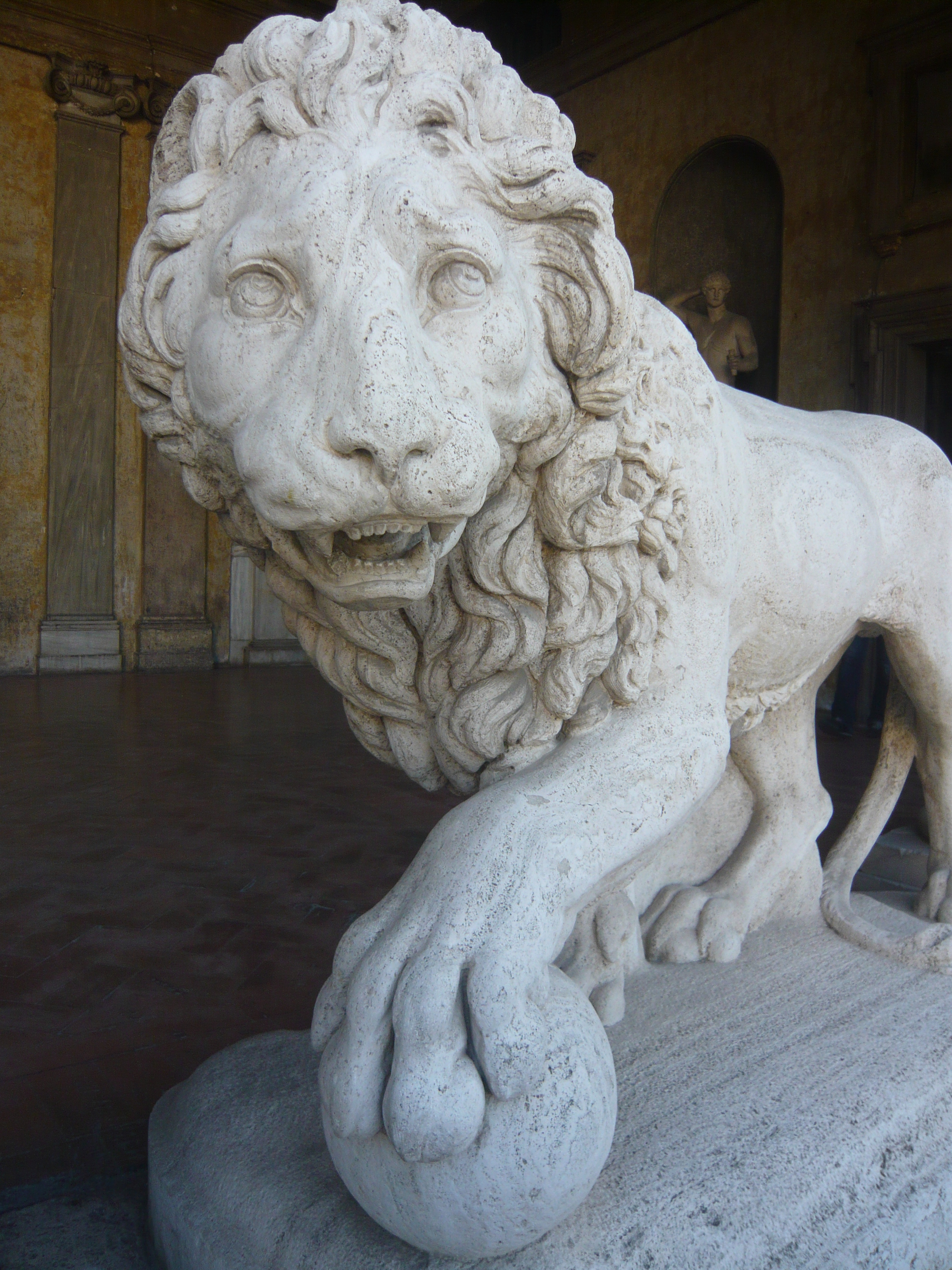
Vue de face du second lion de la villa Médicis.